# Miguel Pérez (Radsportler, 1934)
Miguel Pérez (* 22. Januar 1934 in Ayo el Chico, Jalisco) ist ein ehemaliger mexikanischer Radrennfahrer.

## Sportliche Laufbahn
Pérez war Bahnradsportler und Teilnehmer der Olympischen Sommerspiele 1960 in Rom. In der Mannschaftsverfolgung schied Mexiko mit Mauricio Mata, Javier Taboada, Jacinto Brito und Miguel Pérez in der Qualifikation gegen Österreich aus.
Bei den Zentralamerika- und Karibikspielen 1959 gewann er die Bronzemedaille in der Mannschaftsverfolgung.